# 瘦光眼虫
瘦光眼虫（学名：Actinomma leptodermum）为星球虫科光眼虫属的动物。分布于挪威海、挪威以及中国东海等海域。